# Mikroregion Santo Ângelo

Mikroregion Santo Ângelo

Mikroregion Santo Ângelo – mikroregion w brazylijskim stanie Rio Grande do Sul należący do mezoregionu Noroeste Rio-Grandense. Ma powierzchnię 10.734,2 km²

## Gminy
- Bossoroca
- Catuípe
- Dezesseis de Novembro
- Entre-Ijuís
- Eugênio de Castro
- Giruá
- Pirapó
- Rolador
- Santo Ângelo
- Santo Antônio das Missões
- São Luiz Gonzaga
- São Miguel das Missões
- São Nicolau
- Senador Salgado Filho
- Ubiretama
- Vitória das Missões